# 蓋特韋嶺
64°43′S 63°33′W / 64.717°S 63.550°W
蓋特韋嶺（英語：Gateway Ridge），是南極洲的冰川，位於葛拉漢地中帕默群島的昂韋爾島，處於倫尼山東南部，海拔高度超過715米，是威廉冰川和威廉冰川的分界點，現時由南極條約體系管理。